# Elecciones parlamentarias de Kosovo de 2025
Las elecciones parlamentarias de Kosovo de 2025 se llevaron a cabo el 9 de febrero del mismo año en el mencionado país para elegir los 120 miembros de la Asamblea. Los resultados mostraron que ningún partido había obtenido la mayoría, y que el partido gobernante Vetëvendosje del primer ministro Albin Kurti había obtenido la mayoría de los votos emitidos.

## Trasfondo
En las elecciones de 2021, Lëvizja Vetëvendosje (LVV) ganó 58 escaños.Crearon una coalición con partidos minoritarios para formar un gobierno.El gobierno fue el primero desde la independencia de Kosovo en 2008 en completar un mandato completo de cuatro años.

## Sistema electoral
Los 120 miembros de la Asamblea son elegidos por representación proporcional por lista abierta en períodos de cuatro años, con 20 reservados para minorías nacionales.Los escaños se asignan según el método Sainte-Laguë con un umbral electoral del 5%.

## Resultados
| Partido                            | Partido                                         | Votos     | %      | Escaños | +/–         |
| ---------------------------------- | ----------------------------------------------- | --------- | ------ | ------- | ----------- |
|                                    | Vetëvendosje!                                   | 396,787   | 42.30  | 48      | 11          |
|                                    | Partido Democrático de Kosovo                   | 196,474   | 20.95  | 24      | 6           |
|                                    | Liga Democrática de Kosovo                      | 171,357   | 18.27  | 20      | 5           |
|                                    | AAK-NISMA                                       | 66,256    | 7.06   | 8       | Sin cambios |
|                                    | Lista Serbia                                    | 39,915    | 4.26   | 9       | Sin cambios |
|                                    | Coalición por la Familia (AKR, PD, LF)          | 20,023    | 2.13   | 0       | Nuevo       |
|                                    | Partido Democrático Turco de Kosovo             | 4,824     | 0.51   | 2       | Sin cambios |
|                                    | Nueva Iniciativa Democrática de Kosovo          | 4,688     | 0.50   | 1       | Sin cambios |
|                                    | Nuevo Partido Democrático                       | 4,158     | 0.44   | 1       | Sin cambios |
|                                    | Por la Libertad, la Justicia y la Supervivencia | 4,139     | 0.44   | 1       | Nuevo       |
|                                    | Coalición Vakat                                 | 3,471     | 0.37   | 1       | Sin cambios |
|                                    | Democracia Serbia                               | 3,271     | 0.35   | 0       | Nuevo       |
|                                    | Partido Liberal Egipcio                         | 3,251     | 0.35   | 1       | 1           |
|                                    | Unión Socialdemócrata                           | 3,042     | 0.32   | 1       | Sin cambios |
|                                    | Partido Ashkali para la Integración             | 2,196     | 0.23   | 0       | 1           |
|                                    | PDAK–LpB                                        | 2,056     | 0.22   | 1       | 1           |
|                                    | Movimiento Nacional Serbio                      | 1,846     | 0.20   | 0       | Nuevo       |
|                                    | Partido del Movimiento Turco Innovador          | 1,800     | 0.19   | 0       | Sin cambios |
|                                    | Partido Gorani Único                            | 1,734     | 0.18   | 1       | Sin cambios |
|                                    | Nuestra Iniciativa                              | 1,553     | 0.17   | 0       | Sin cambios |
|                                    | Partido Gitano Unido de Kosovo                  | 1,350     | 0.14   | 1       | Sin cambios |
|                                    | Fjala                                           | 899       | 0.10   | 0       | Sin cambios |
|                                    | Kosova Adalet Türk Partisi                      | 642       | 0.07   | 0       | Nuevo       |
|                                    | Partido Frente Nacional Albanés                 | 621       | 0.07   | 0       | Sin cambios |
|                                    | Građanska Inicijativa Narodna Pravda            | 620       | 0.07   | 0       | Nuevo       |
|                                    | Partido de los Serbios de Kosovo                | 462       | 0.05   | 0       | Sin cambios |
|                                    | Opre Roma Kosova                                | 384       | 0.04   | 0       | Nuevo       |
|                                    | Independientes                                  | 191       | 0.02   | 0       | Nuevo       |
|                                    |                                                 |           |        |         |             |
| Votos válidos                      | Votos válidos                                   | 938,010   | 97.07  |         |             |
| Votos nulos/en blanco              | Votos nulos/en blanco                           | 28,273    | 2.93   |         |             |
| Total                              | Total                                           | 966,283   | 100.00 | 120     | –           |
| Votantes registrados/participación | Votantes registrados/participación              | 1,970,944 | 46.55  | –       | –           |
| Fuente: KQZ                        |                                                 |           |        |         |             |